# Timo Königsmann
Timo Königsmann (* 5. April 1997 in Hannover) ist ein deutscher Fußballtorwart, der beim SV Sandhausen unter Vertrag steht. Darüber hinaus ist er ehemaliger deutscher Nachwuchsnationalspieler.

## Karriere

### Verein

#### Jugendfußball
Königsmann wurde in Hannover geboren und im Umland in Laatzen beim FC Rethen sowie beim SV Germania Grasdorf fußballerisch ausgebildet. Als Zehnjährigen nahm ihn Hannover 96 in seinem Nachwuchsleistungszentrum auf. Mit der C-Jugend des Vereins nahm er 2012 unter anderem am Matthias-Pape-Gedächtnis-Hallenturnier teil und wurde zum besten Torhüter gewählt. 2014 wurde ihm die Fritz-Walter-Medaille in Bronze in der Altersklasse U17 verliehen.

#### Männer-Fußball
Bereits mit 17 Jahren kam Königsmann erstmals im Herren-Fußball zum Einsatz, als er für die zweite Mannschaft Hannovers in der Regionalliga Nord zwischen den Pfosten stand. In der Saison 2014/15 absolvierte er 21 Partien über die volle Spielzeit, musste aber kurzzeitig wegen eines gebrochenen Fingers pausieren. An vier Spieltagen derselben Saison stand er darüber hinaus im Bundesligakader als Reservist hinter Ron-Robert Zieler. Anschließend verbrachte der Torhüter sein letztes A-Jugend-Jahr mit Hannovers U19-Mannschaft, mit der er nach einem 4:2 über die A-Junioren von Hertha BSC den DFB-Juniorenpokal gewinnen konnte; im Endspiel hütete jedoch sein Mannschaftskamerad Toni Neubauer das Tor.
Im Sommer 2017 wechselte Königsmann zur SpVgg Greuther Fürth, für deren zweite Mannschaft er neunmal in der Regionalliga Bayern auflief.
In der Winterpause der 3. Fußball-Saison 2018/19 verpflichtete ihn der VfR Aalen. Königsmann wurde jedoch nicht eingesetzt und stieg am Saisonende mit der Mannschaft in die Regionalliga Südwest ab. Daraufhin verließ er den Verein wieder.
Innerhalb des folgenden Sommertransferfensters unterschrieb er einen Zweijahresvertrag beim Drittligaaufsteiger SV Waldhof Mannheim. Ab dem 6. Spieltag vertrat er den verletzten Stammkeeper Markus Scholz und wurde nach eigener Verletzung wiederum für zwei Spieltage von Miro Varvodić vertreten. Ab dem 15. Spieltag stand Königsmann wieder im Tor der Waldhöfer. Nach dem Ende der Saison 2021/22 wurde sein Vertrag nach drei Jahren als Stammtorhüter nicht verlängert. 
Im Oktober 2022 schloss er sich dem Zweitligisten SV Sandhausen an. Dort war er zunächst nur Reservist und wurde erst in der Saison 2024/25 zum Stammtorwart der Kurpfälzer.

### Nationalmannschaft
Königsmann stand in 19 Partien für Nachwuchsnationalmannschaften des DFB auf dem Feld. Mit der U17 nahm er an der EM 2014 teil, schied jedoch mit der Mannschaft in der Gruppenphase aus. Im April 2015 absolvierte er einen Elite-Torwartlehrgang des DFB unter der Leitung von Bundestorwarttrainer Andreas Köpke.

## Erfolge und Auszeichnungen
Hannover 96
- DFB-Junioren-Vereinspokalsieger: 2016

Auszeichnungen
- Träger der Fritz-Walter-Medaille: 2014 in Bronze (U17)